# Cuddalore (district)
Cuddalore is een district van de Indiase staat Tamil Nadu. Het district telt 2.280.530 inwoners (2001) en heeft een oppervlakte van 3999 km².
Cuddalore behoorde aanvankelijk tot het district Zuid-Arcot. In 1993 werd Zuid-Arcot opgesplitst in twee afzonderlijke districten: Cuddalore en Viluppuram.
Hoofdstad: Chennai
Districten: Ariyalur · Chengalpattu · Chennai · Coimbatore · Cuddalore · Dharmapuri · Dindigul · Erode · Kallakurichi · Kanchipuram · Kanyakumari · Karur · Krishnagiri · Madurai · Mayiladuthurai · Nagapattinam · Namakkal · Nilgiris · Perambalur · Pudukkottai · Ramanathapuram · Ranipet · Salem · Sivaganga · Tenkasi · Thanjavur · Theni · Thoothukudi · Tiruchirappalli · Tirunelveli · Tirupattur · Tirupur · Tiruvallur · Tiruvannamalai · Tiruvarur · Vellore · Viluppuram · Virudhunagar